# Финал Лиги Европы УЕФА 2012
Финал Лиги Европы УЕФА 2012 года — финальный матч розыгрыша Лиги Европы УЕФА 2011/12, 41-го сезона в истории Кубка УЕФА и 3-го сезона в истории Лиги Европы УЕФА. Этот футбольный матч состоялся 9 мая 2012 года, на стадионе «Национальный» в Бухаресте. В матче встретились испанские клубы «Атлетико Мадрид» и «Атлетик Бильбао». Матч закончился уверенной победой «Атлетико Мадрид» со счётом 3:0. В матче отличились двумя голами Радамель Фалькао и одним Диего.
«Атлетико Мадрид», как победитель Лиги Европы УЕФА 2012, получил право сыграть против победителя Лиги чемпионов УЕФА 2012, лондонского «Челси» в Суперкубке УЕФА 2012.

## Стадион
29 января 2009 года УЕФА окончательно объявила «Национальный стадион» в Бухаресте, местом проведения финального матча Лиги Европы УЕФА сезона 2011/12. Этот футбольный матч стал первым финалом европейского клубного турнира, прошедшим в Румынии.
Стадион был построен на месте бывшего «Национального стадиона» и открыт 6 сентября 2011 года. Первым матчем проведенным на этом стадионе стал отборочный матч Группы D к чемпионату Европы 2012 между сборными Румынии и Франции.

## Предпосылки
Второй год подряд в финале Лиги Европы УЕФА играли два клуба из одной страны, если считать Кубок УЕФА, то в целом этот финал стал девятым между клубами из одной страны. Из девяти финалов, это второй испанский финал второго по значимости клубного футбольного турнира Европы, после финала Кубка УЕФА 2007 года, в котором «Севилья» обыграла «Эспаньол». Это также последний финал, где оба клуба финалиста играли только в Кубке УЕФА или Лиге Европы УЕФА с начала сезона, то есть не опускаясь из Лиги чемпионов УЕФА в раунде плей-офф или после группового этапа.
Обе команды уже играли в финале одного из предыдущих сезонов Кубка УЕФА или Лиги Европы УЕФА. «Атлетико Мадрид» выиграл первый розыгрыш Лиги Европы УЕФА после переименования его в 2010 году, обыграв «Фулхэм» в дополнительное время со счётом 2:1. «Атлетик Бильбао» проиграл в 1977 году «Ювентусу» по правилу выездного гола со счётом 2:2 по сумме двух матчей. Эти две команды никогда не играли друг против друга в еврокубках. На местной арене они встречались трижды в финалах Кубка Испании, два из которых выиграли «баски» и один «матрасники». Во внутреннем чемпионате этого сезона «Атлетик Бильбао» выиграл домашний матч со счетом 3:0, а «Атлетико Мадрид» выиграл свой домашний матч со счетом 2:1.
После поражения от «Удинезе» на групповом этапе 20 октября 2011 года, «Атлетико Мадрид» на пути к финалу одержал 11 побед подряд, из которых три победы в группе и восемь игр в плей-офф.

## Путь к финалу
| Команда         | И | В | Н | П | МЗ | МП | РМ | О  |
| --------------- | - | - | - | - | -- | -- | -- | -- |
| Атлетико Мадрид | 6 | 4 | 1 | 1 | 11 | 4  | +7 | 13 |
| Удинезе         | 6 | 2 | 3 | 1 | 6  | 7  | −1 | 9  |
| Селтик          | 6 | 1 | 3 | 2 | 6  | 7  | −1 | 6  |
| Ренн            | 6 | 0 | 3 | 3 | 5  | 10 | −5 | 3  |

| Команда              | И | В | Н | П | МЗ | МП | РМ | О  |
| -------------------- | - | - | - | - | -- | -- | -- | -- |
| Атлетик Бильбао      | 6 | 4 | 1 | 1 | 11 | 8  | +3 | 13 |
| Ред Булл (Зальцбург) | 6 | 3 | 1 | 2 | 11 | 8  | +3 | 10 |
| Пари Сен-Жермен      | 6 | 3 | 1 | 2 | 8  | 7  | +1 | 10 |
| Слован (Братислава)  | 6 | 0 | 1 | 5 | 4  | 11 | −7 | 1  |

- † Из-за дисквалификации «Фенербахче» из розыгрыша Лиги чемпионов УЕФА 2012/13, 24 августа 2011 года его место занял «Трабзонспор». В результате вторая игра между «Трабзонспором» и «Атлетик Бильбао» была отменена, а «Атлетик Бильбао» автоматически вышел в групповой этап[9].

## Перед матчем

### Билеты
Два клуба-финалиста получили по 9 000 билетов каждый, для распространения среди своих болельщиков. 20 000 билетов были проданы местным болельщикам, а ещё 3 000 билетов были направлены для продажи по всему миру через сайт UEFA.com. Билеты были разных ценовых категорий от 100 до 500 румынских леев. Остальные билеты УЕФА передало своим спонсорам, партнёрам, а также местной федерации футбола

### Посол матча
Официальным послом матча был назначен бывший румынский футболист Миодраг Белодедич

## Обзор матча

### Первый тайм
«Атлетико» начал поединок активнее и агрессивнее. И уже на второй минуте удалось доставить мяч до штрафной Ираисоса. Подачу слева замыкал головой Адриан, однако удар у него не получился. В целом мадридцы начали тайм напористо, больше времени проводили на половине поля «басков». На 7-й минуте Фалькао вошел в штрафную и пробил в девятку — 1:0. «Атлетик» попытался изменить ситуацию, стал агрессивнее. Команда Симеоне отдавала владение мячом неприятелю, оставлял им центр, но к воротам особо не подпускал. За четверть часа дважды удалось «баскам» проникнуть к воротам Куртуа. Сначала подачу замыкал Льоренте и пробил неточно, а затем проникающий пас к воротам защитник вынес на угловой. В остальном — «Атлетико» оттеснял неприятеля и не пускал дальше центра. На 18-й минуте «Атлетик» совершил проникновение справа путём заброса, но защитника обыграть не удалось. Муниаин выделился острым выстрелом, который парировал голкипер. На 34-и минуте в результате простреле в центр штрафной, Фалькао обработал мяч, развернулся и пробил в упор — 2:0. Концовку «Атлетико» проводил очень уверенно, высоко прессинговал и не давал развернуться на полде противнику. Фалькао на 45-й минуте слева в штрафной пробил неточно. В ответ Де Маркос пробил с линии штрафной мимо створа из-за рикошета.

### Второй тайм
В перерыве Бьелса произвел двойную замену. Перес и Гомес вышли вместо Иттураспе и Ауртенече. «Атлетик» сразу же провел острый выпад. Прорыв справа завершался опасным прострелом во вратарскую, где Миранда опередил своего же вратаря и выбил мяч опасно, чуть не в ворота. «Атлетико» быстро вернул игру под контроль и отвел игру на чужие владения. Острый момент имел Фалькао после заброса. Удар был неточным. Затем уже Диего выловил на грудь подачу из глубины. Он увернулся от Переса, а вот удар точным с острого угла не вышел. На 55-й минуте Фалькао развернул острую контратаку, которую дальним ударом завершал Габи. Ираисос справился без труда. На 71-й минуте произошла подача на Льоренте, а тот не допрыгнул несколько сантиметров, чтобы пробить в упор. Гомес уже пробивал со средней дистанции выше створа. Через пару минут защитник «Атлетико» привез опасный момент с фланга, отдав мяч противнику. Выстрел с острого угла Куртуа парировал, а добивание пришлось выше створа. На 78-й минуте в контратаке Туран раскатал защиту басков уверенно и с линии штрафной стремился закинуть снаряд за спину Ираисосу. Тот справился. Сразу начался натиск «Атлетика», Льоренте врезался в штрафную по центру. Миранда его удар заблокировал, но отскок подхватил Сусаэта, чей удар в упор отбил Куртуа. В ответ Фалькао ушел в контратаку, вбежал в штрафную ударил в штангу. На последние минуты «Атлетико» всем составом окапывался чуть ли в не в своей штрафной. Очень опасно комбинации разворачивались прямо перед воротами. В контратаке Диего один ушел от соперника, прошел троих и выстрелил в угол — 3:0. «Атлетик» уже сдался фактически. Ещё пару раз мадридцы опасно простреливали с флангов, где чуть не хватало завершения. Напоследок лишь Гомес издалека послал мяч в перекладину ворот Куртуа.

## Составы команд
| Атлетико Мадрид            | 3:0     | Атлетик Бильбао |
| -------------------------- | ------- | --------------- |
| Фалькао 7′ 34′ · Диего 85′ | (отчёт) |                 |

| Атлетико Мадрид | Атлетик Бильбао |

| Атлетико Мадрид: |    |                  |     |       |
|                  |    |                  |     |       |
| GK               | 13 | Тибо Куртуа      |     |       |
| RB               | 20 | Хуанфран         |     |       |
| CB               | 2  | Диего Годин      |     |       |
| CB               | 23 | Миранда          |     |       |
| LB               | 6  | Филипе Луис      |     |       |
| DM               | 4  | Марио Суарес     |     |       |
| DM               | 14 | Габи (к)         |     |       |
| RW               | 22 | Диего            |     | 90'   |
| AM               | 7  | Адриан Лопес     |     | 88'   |
| LW               | 11 | Арда Туран       |     | 90+3' |
| CF               | 9  | Радамель Фалькаo | 26' |       |
| Запасные:        |    |                  |     |       |
| GK               | 25 | Серхио Асенхо    |     |       |
| DF               | 3  | Антонио Лопес    |     |       |
| DF               | 18 | Альваро Домингес |     | 90+3' |
| MF               | 8  | Эдуардо Сальвио  |     | 88'   |
| MF               | 12 | Паулу Асунсан    |     |       |
| MF               | 19 | Коке             |     | 90'   |
| FW               | 41 | Педро Мартин     |     |       |
| Главный тренер:  |    |                  |     |       |
| Диего Симеоне    |    |                  |     |       |

| Атлетик Бильбао: |    |                     |       |     |
|                  |    |                     |       |     |
| GK               | 1  | Горка Ираисос       |       |     |
| RB               | 15 | Андони Ираола (к)   |       |     |
| CB               | 24 | Хави Мартинес       |       |     |
| CB               | 5  | Фернандо Аморебьета | 64'   |     |
| LB               | 3  | Йон Ауртенече       |       | 46' |
| DM               | 8  | Aндеp Итурраспе     |       | 46' |
| CM               | 21 | Андер Эррера        | 22'   | 63' |
| CM               | 10 | Оскар де Маркос     |       |     |
| RW               | 14 | Маркель Сусаэта     | 90+1' |     |
| LW               | 19 | Икер Муньяин        |       |     |
| CF               | 9  | Фернандо Льоренте   |       |     |
| Запасные:        |    |                     |       |     |
| GK               | 13 | Рауль               |       |     |
| DF               | 6  | Микель Сан-Хосе     |       |     |
| MF               | 11 | Игор Габилондо      |       |     |
| MF               | 17 | Иньиго Перес        | 75'   | 46' |
| MF               | 23 | Борха Экиса         |       |     |
| FW               | 2  | Гаиска Токеро       |       | 63' |
| FW               | 28 | Ибай Гомес          |       | 46' |
| Главный тренер:  |    |                     |       |     |
| Марсело Бьелса   |    |                     |       |     |

| Игрок матча: Радамель Фалькао (Атлетико Мадрид) Помощники судьи: Ян-Хендрик Зальвер Майк Пикель Судьи за воротами: Флориан Майер Дениз Айтекин Четвёртый арбитр: Стефан Ланнуа | Регламент матча: - 90 минут основного времени. - Послематчевые пенальти в случае необходимости. - Семь запасных с каждой стороны. - Максимальное количество замен — по три с каждой стороны. |

## Статистика матча
|                  | Первый тайм     | Первый тайм     | Второй тайм     | Второй тайм     | Всего           | Всего           |
|                  | Атлетико Мадрид | Атлетик Бильбао | Атлетико Мадрид | Атлетик Бильбао | Атлетико Мадрид | Атлетик Бильбао |
| Забито голов     | 2               | 0               | 1               | 0               | 3               | 0               |
| Всего ударов     | 6               | 5               | 9               | 11              | 15              | 16              |
| Ударов в створ   | 2               | 1               | 4               | 2               | 6               | 3               |
| Сейвов           | 1               | 0               | 2               | 3               | 3               | 3               |
| Владение мячом   | 40 %            | 60 %            | 42 %            | 58 %            | 41 %            | 59 %            |
| Угловых          | 3               | 2               | 0               | 6               | 3               | 8               |
| Нарушений        | 17              | 8               | 8               | 6               | 25              | 14              |
| Офсайдов         | 0               | 2               | 2               | 1               | 2               | 3               |
| Желтых карточек  | 1               | 1               | 0               | 3               | 1               | 4               |
| Красных карточек | 0               | 0               | 0               | 0               | 0               | 0               |